# Francisco Narcizio
Francisco Narcizio (18 de julio de 1971) es un exfutbolista brasileño que se desempeñaba como delantero.
Jugó para clubes como el Ceará, Yverdon-Sport FC, Figueirense, Botafogo, Cerezo Osaka, Vitória, Internacional y Ponte Preta.

## Trayectoria

### Clubes
| Club             | País   | Año         |
| ---------------- | ------ | ----------- |
| Ceará            | Brasil | 1991 - 1992 |
| Yverdon-Sport FC | Suiza  | 1992 - 1993 |
| Ferroviário      | Brasil | 1993        |
| Figueirense      | Brasil | 1994        |
| Botafogo         | Brasil | 1995        |
| Cerezo Osaka     | Japón  | 1996        |
| Vitória          | Brasil | 1997        |
| Internacional    | Brasil | 1998        |
| Rio Branco       | Brasil | 1998        |
| Ponte Preta      | Brasil | 1999        |
| Ituano           | Brasil | 1999        |
| Paraná           | Brasil | 1999 - 2000 |
| Ponte Preta      | Brasil | 2000        |
| América          | Brasil | 2001        |
| Paraná           | Brasil | 2001        |
| Avaí             | Brasil | 2003        |
| Ferroviário      | Brasil | 2004        |